# Niccolò Campriani

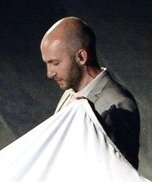
Niccolò Campriani bei der Eröffnungszeremonie der Europaspiele 2015

Niccolò Campriani (* 6. November 1987 in Sesto Fiorentino) ist ein ehemaliger italienischer Sportschütze. Er gewann bei Olympischen Spielen drei Goldmedaillen und einmal Silber.

## Sportliche Laufbahn
Niccolò Campriani begann 2001 mit dem Sportschießen. Bei den Junioreneuropameisterschaften 2003 gewann er die Silbermedaille mit dem Luftgewehr, 2006 folgte Bronze. 2007 gewann Campriani zweimal Silber bei den Junioreneuropameisterschaften: im Kleinkaliber-Dreistellungskampf und im Kleinkaliber-Liegendschießen. Bei den Olympischen Spielen 2008 in Peking belegte er mit dem Luftgewehr den zwölften Platz, mit dem Kleinkalibergewehr war er 38. im Liegendschießen und 39. im Dreistellungskampf.
2009 siegte er mit dem Luftgewehr bei den Europameisterschaften, 2010 folgte der Weltmeistertitel in München. 2011 war er mit dem Luftgewehr Dritter bei den Europameisterschaften. Bei den Olympischen Spielen 2012 in London erreichte er in allen drei Disziplinen das Finale. Im Kleinkaliber-Liegendschießen belegte er den achten Platz, im Dreistellungskampf gewann er Gold. Mit dem Luftgewehr erhielt er Silber hinter dem Rumänen Alin Moldoveanu.
2015 gewann er bei den Europameisterschaften in Arnheim Silber mit dem Luftgewehr. Bei den Europaspielen 2015 in Baku belegte er mit dem Luftgewehr ebenfalls den zweiten Platz. Zum Abschluss seiner Karriere erreichte er auch bei den Olympischen Spielen 2016 in Rio de Janeiro dreimal das Finale. Im Kleinkaliber-Liegendschießen war er Siebter, im Dreistellungskampf und mit dem Luftgewehr gewann er jeweils Gold.